# Île Woodlark
Pour les articles homonymes, voir Woodlark.
L'île Woodlark, en anglais Woodlark Island, aussi connue sous le nom de Muyuw  ou Murua, est une île de la mer des Salomon faisant partie des îles Woodlark, lesquelles dépendent de la province de Baie de Milne, en Papouasie-Nouvelle-Guinée. La langue de l'île est le muyuw.

## Histoire
Le missionnaire italien Jean-Baptiste Mazzucconi y est tué par des indigènes en 1855.
L'opération Chronicle est le nom donné par les forces alliées pour le débarquement sur les îles Woodlark et Kiriwina le 30 juin 1943 pendant la Seconde Guerre mondiale. En quelques mois, les forces américaines construisirent un grand aéroport dans la baie de Guasopa, connu d'abord comme l'aéroport de Woodlark puis de Guasopa.

## Biodiversité
Xavier Montrouzier en relève la faune et la flore en 1855.
L'île Woodlark compte 42 espèces animales endémiques, la plus célèbre étant le Couscous, Phalanger lullulae.

## Menace sur l'environnement
En 2014 la société Karridale Limited de Port Moresby a obtenu l'autorisation de déboiser 17 000 hectares soit 20 % de l'île pour l'exploitation de bois. Ce bois sera utilisé pour la construction et le mobilier de jardin pour l'exportation. Cette exploitation remet en cause la survie des 42 espèces animales endémiques de l'île dont le Couscous de Lullula.
Ce projet fait suite à d'autres projets de déboisement, menés par des compagnies minières, comme la société australienne Kula Gold dont la concession couvrirait 45 000 hectares et les projets de plantation de palmiers à huile.
La population de l'île, jusqu'à présent a réussi à s'opposer à ces projets, mais la décision est aux mains de la Commission Forestière Provinciale, en octobre 2014.